# Tanel Padar
Tanel Padar (né le 27 octobre 1980) est un chanteur estonien.
Il commence sa carrière en 1999 en remportant le Kaks takti ette, une compétition pour les jeunes talents qui a lieu en Estonie tous les deux ans. Lors du Concours Eurovision de la chanson en 2000, il est choriste pour Ines, une chanteuse estonienne qui termine à la 4e place. Il remporte le Concours Eurovision de la chanson 2001 pour l’Estonie, avec Dave Benton et le groupe 2XL, en interprétant le titre Everybody.
Le chanteur joue avec le groupe The Sun, très populaire en Estonie. En 2006, Tanel Padar & The Sun classent cinq titres dans le hit parade estonien. 
Il a une sœur également chanteuse, Gerli Padar.